# Alfredo López Austin
Alfredo López Austin (Ciudad Juárez, 12 de março de 1936 - Cidade do México, 15 de outubro de 2021). foi um historiador mexicano, um dos mais renomados estudiosos da era pré-colombiana do México.

## Biografia
Especialista em cosmovisão mesoamericana e povos indígenas e pesquisador emérito do Instituto de Pesquisa Antropológica da Universidade Nacional Autônoma do México, UNAM, e professor de cosmologia mesoamericana na Faculdade de Letras da mesma Universidade.
Suas pesquisas mais conhecidas são as da antiga concepção do corpo humano e as diferentes almas que o compõem; a natureza do mito mesoamericano; a criação do mundo, da geometria cósmica e funcionamento cósmico. Sua obra reflete o seu interesse em compreender a cultura mesoamericana da própria visão indígena.
Alfredo López Austin é considerado o historiador que redescobriu os mitos mesoamericanos. Abandonou  o direito atendendo ao convite do antropólogo Miguel León-Portilla, para trabalhar  no Instituto de Pesquisas Históricas.
Historiador da antiga religião mesoamericana, e um dos mais destacados pesquisadores das manifestações míticas e rituais do mundo pré-hispánico, entusiasmo que ainda se verifica em suas turmas. Dizia que a história nos ajuda a conhecer o que somos, se não nos conhecemos, não conseguimos  ver o mundo. Sua contribuição para o conhecimento do México pré hispânico é aplaudido pelo mundo acadêmico e seus alunos enaltecem sua generosidade em partilhar seus conhecimentos e sabedoria.
Ele é pai do também mesoamericanista Leonardo López Luján.

## Obras
- La constitución real de México-Tenochtitlan, 1961
- Com León Cadogan, La literatura de los guaraníes, 1965
- Juegos rituales aztecas, 1967
- Augurios y abusiones, 1969
- Textos de medicina náhuatl, 1971
- Hombre-dios. Religión y política en el mundo náhuatl, 1973
- Com Edmundo O’Gorman y Josefina Vázquez de Knaut, Un recorrido por la historia de México, 1975
- Cuerpo humano e ideología. Las concepciones de los antiguos nahuas, 1980
- Tarascos y mexicas, 1981
- Com Dúrdica Ségota Tómac, Guía de estudio México Prehispánico, 1984
- La educación de los antiguos nahuas, 1985
- Una vieja historia de la mierda, 1988
- Com Carlos Martínez Marín y José Rubén Romero Galván, Teotihuacan, 1989
- Los mitos del tlacuache. Caminos de la mitología mesoamericana, 1990
- El conejo en la cara de la Luna. Ensayos sobre mitología de la tradición mesoamericana, 1994
- Tamoanchan y Tlalocan, 1994
- Com Leonardo López Luján, El pasado indígena, 1996
- Breve historia de la tradición religiosa mesoamericana, 1999
- Un día en la vida de una partera mexica, 1999
- Com Leonardo López Luján, Mito y realidad de Zuyuá. Serpiente Emplumada y las transformaciones mesomericanas del Clásico al Posclásico, 1999
- Com Luis Millones, Dioses del Norte, dioses del Sur. Religiones y cosmovisión en Mesoamérica y los Andes, 2008
- Com Leonardo López Luján, Monte sagrado  Templo Mayor, 2009
- Calpulli. Mitología de Mesoamérica, Antología y edición en japonés por Tetsuji Yamamoto y Aito Shinohara, 2013

## Prêmios e homenagens
- Beca Guggenheim, Guggenheim Foundation, Nova Iorque, Estados Unidos, 1976
- Premio del Comité Mexicano de Ciencias Históricas por mejor artículo o mejor reseña del año, ciudad de México, México, 1992, 1997 y 2007
- Iichiko Prize for Cultural Studies, Institute for Intercultural & Transdisciplinary Studies, Tokio, Japón, 1993
- Premio Universidad Nacional, UNAM, ciudad de México, México, 1993
- Reconhecimento ao trabalho, XXIX Congreso Internacional de Americanística, Perugia, Italia, 2007
- Medalla y diploma del Senado de la Universidad de Varsovia, Varsovia, Polonia, 2008
- Linda Schele Award, The University of Texas at Austin, Austin, Estados Unidos, 2011
- H.B. Nicholson Medal for Excelence in Mesoamerican Studies, Harvard University, Cambridge, Estados Unidos, 2011
- Reconocimiento a Alfredo López Austin, Université de Bretagne Occidentale, Brest, Francia, 2011
- The Tlamatini Award, The Art History Society y California State University, Los Ángeles, Estados Unidos, 2012
- Doctor Honoris Causa de la Universidad Veracruzana, México, 2015